# La Porteuse d'eau (Dillens)
Pour les articles homonymes, voir La Porteuse d'eau (Goya).

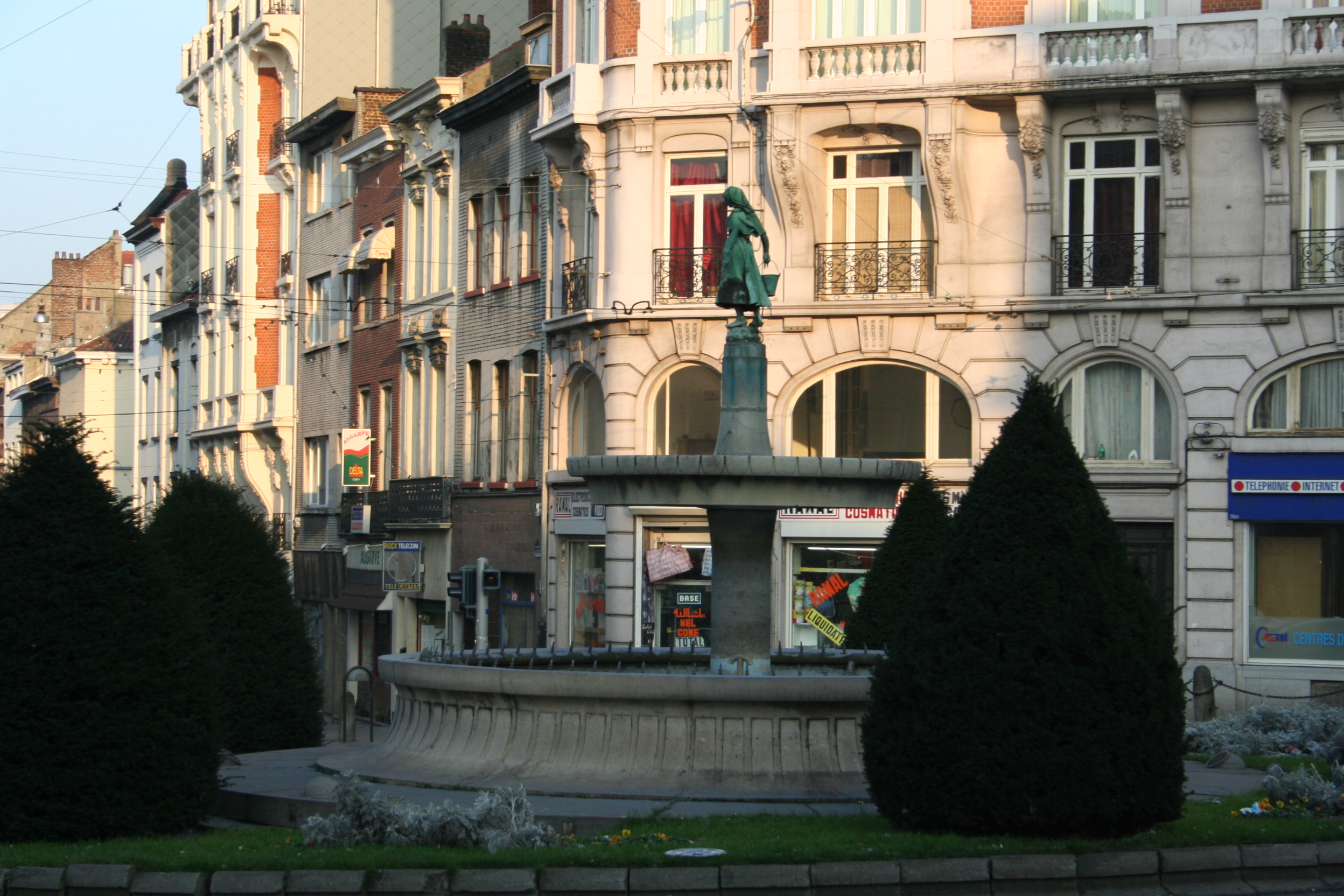
Fontaine La Porteuse d'eau

La Porteuse d'eau est une statue en bronze de Julien Dillens érigée au centre de la Barrière de Saint-Gilles (Saint-Gilles, Belgique), le 10 avril 1900.

## Construction
Pour marquer le récent apport des eaux du Bocq au réseau de distribution d'eau de la capitale en 1898, le Conseil communal décida d'installer un monument au centre de la Barrière. Le projet est confié à un architecte, Alban Chambon et un sculpteur Julien Dillens.
Le socle se composait à l'origine de quatre vasques en pierre bleue, placées en croix et alimentées par des chimères de bronze ; par-dessus, au centre se dressait un candélabre à quatre bras, de bronze lui aussi, orné de dauphins ; le tout était surmonté d'une statue dorée représentant une porteuse d'eau.
Julien Dillens s'inspira d'une jeune fille réelle qui puisait l'eau provenant du Bocq, à proximité de la place, pour abreuver les chevaux qui tiraient l'omnibus qui avait son terminus sur la place.

## Errance
La fontaine fut déménagée vers l'avenue du Parc en 1932 sur décision du Conseil communal. En 1974, Jean Delhaye dessina une nouvelle vasque et un nouveau socle pour la statue. Elle revint à son premier emplacement en 1977.
Attaquée par la pollution, elle est remplacée par une copie depuis 1992 ; l'original est exposé dans l'hôtel de ville sur un des paliers de l'escalier d'honneur.